# Antonio Prieto (cantante)
Juan Antonio Espinoza Prieto, más conocido por su nombre artístico Antonio Prieto (Iquique, 26 de mayo de 1926-Santiago, 14 de julio de 2011), fue un cantante y actor chileno, muy popular internacionalmente durante las décadas de los 40, 50's y 60's en Hispanoamérica y algunos países de Europa. Durante su carrera llegó a grabar más de 1000 canciones, siendo la más exitosa y recordada el vals «La novia», editada en 1961 y que se constituyó en su canción insignia.

## Biografía

### Inicios
Sus inicios se remontan al año 1949, cuando participó en un popular show radial llamado La Feria de los Deseos, que conducía el conocido locutor Raúl Matas, en la Radio Minería de Santiago de Chile.
La interpretación del tema Tú ¿Dónde estás? le granjeó reconocimiento instantáneo y le permitió fundar su carrera el mismo año en que lo haría otro gran cantante popular: Lucho Gatica.
En 1953 fue crooner de la Orquesta Casino de Sevilla de España, que se presentaba desde comienzo de la década de los 50's en boites y restaurantes de Santiago. Con ellos Prieto grabó Las oscuras golondrinas y El mar y tú, las dos canciones iniciales de su carrera.

### Carrera internacional
Su primer éxito en el extranjero fue el tema Violetas imperiales, con que el cantante empezó su carrera en Argentina. Ya en 1957 era conocido en gran parte de América Latina.
En 1957 interpreta boleros, grabando en México Sabrá Dios y El reloj, junto a la orquesta de Chucho Zarzosa y el conjunto vocal y de guitarras cubano Los Hermanos Rigual.
Antonio Prieto comenzó en paralelo una carrera como actor de cine, filmando varias películas en Argentina.
En 1960 Prieto ya era un artista consagrado e internacional, dueño de un estilo caracterizado por la distinción y la galanura de sus interpretaciones. Es en esta época cuando graba su mayor éxito La novia, escrita por su hermano el compositor Joaquín Prieto, quien fuera el principal impulsor de su carrera como cantante.

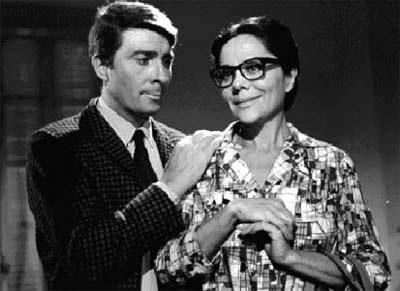
Antonio Prieto y Amelia Bence en la película argentina La industria del matrimonio (1965).

En la década de los 60's, se asienta en Argentina, donde además de seguir su carrera de cantante, conduce el programa televisivo El show de Antonio Prieto emitido durante los días domingo por Canal 13 de Buenos Aires entre 1960 y 1964. En este programa familiar, Prieto era anfitrión y cantante, y que obtuvo un Premio Martín Fierro en 1963 en la categoría Espectáculo musical.
En ese país retoma su carrera de actor, con películas como La novia (1961), Cuando calienta el sol (1963) y La Pérgola de las Flores (1965) junto con la actriz española Marujita Díaz.
En 1964 participó en la decimocuarta edición del Festival de la Canción de San Remo, interpretando una canción del cantante y compositor italiano Gino Paoli titulada "Ieri ho incontrato mia madre" (Ayer he encontrado a mi madre). Para ese tiempo, Prieto llevaba al disco "Yo pecador" tema original de Domenico Modugno. Le siguieron "el amor" del verano de 1966. Sin embargo sus mayores éxitos en música internacional los obtiene entre 1967 y 1968. "Jesús", "La rosita", "Guapa", "El tiempo", "Cuidado" son sus mejores logros de aquellos dos años. 
Fundó el sello disquero Fermata en Argentina, en el cual editó a mediados de los '60 el LP Antonio Prieto canta tangos. Años más tarde funda en Chile el sello Apri.

### Regreso a Chile
De regreso en Chile, grabó canciones como Cómprate un tambor, Chuquicamata y Huija, testimonio de tintes autobiográficos hecho canción e incluido en un LP de igual título publicado en 1975. Hace una buena versión de la canción "A mi manera" y en 1976, hace una excelente versión de "El maestro del violín", otra gran canción de Modugno.
Participó como invitado en varias oportunidades al Festival de la Canción de Viña del Mar, (1962, 1974 y 1980 y 1992. Homenajeado junto a Lucho Gatica en la versión 2002 del certamen viñamarino. Además fue reconocido por sus pares al ser honrado como Figura Fundamental de la Música Chilena por la Sociedad Chilena del Derecho de Autor (SCD).

### Últimos años
En 2002, se le diagnosticó Alzheimer, lo que lo mantuvo alejado de los escenarios y actividad pública. 
En 2008 apareció por última vez en televisión, en el programa Cada día mejor de Red TV, en compañía del cantautor argentino Alberto Cortez, quien le dedicó la canción Carta a un artista, de su autoría y compuesta en su homenaje.

## Muerte
Su muerte se produjo el 14 de julio de 2011, alrededor de las 22:00 en la Clínica Tabancura de Santiago, debido a una falla multisistémica. Sus restos fueron velados en Parroquia San Francisco de Sales de Vitacura, siendo trasladado a Concón para ser sepultado en el Cementerio Parque del Mar.

## Vida personal
En 1955, Prieto se casó en Argentina con Teresa Woters Ezcurra a pesar de la oposición de la familia de ella, permaneciendo juntos hasta la muerte de Teresa ocurrida en 2001. Tuvieron cinco hijos: Guillermo, Teresa, Sofía Sara, María Isabel (fallecida a los diez años de edad) y Maríana de Jesús.

## Filmografía
Su carrera fílmica la realizó casi completamente en Argentina.

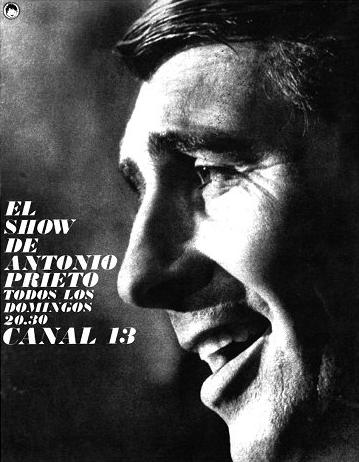
Aviso del programa televisivo argentino El show de Antonio Prieto.

| Año  | Película                    | País                   | Dirección               |
| ---- | --------------------------- | ---------------------- | ----------------------- |
| 1958 | Socios para la aventura     | México/Argentina       | Miguel Morayta Martínez |
| 1959 | 800 leguas por el Amazonas  | México                 | Emilio Gómez Muriel     |
| 1961 | La novia                    | Argentina              | Ernesto Arancibia       |
| 1963 | Cuando calienta el sol      | Argentina              | Julio Saraceni          |
| 1964 | Buenas noches, Buenos Aires | Argentina              | Hugo del Carril         |
| 1964 | La industria del matrimonio | Argentina              | Fernando Ayala          |
| 1965 | La pérgola de las flores    | Argentina/Chile/España | Román Viñoly Barreto    |
| 1966 | De profesión sospechosos    | Argentina              | Enrique Carreras        |